# 三星信用卡
三星信用卡（韓語：삼성카드）是韓國的一間信用卡公司，為三星集团旗下的子公司，總部位於首爾特別市。三星信用卡成立于1988年，是韩国最大的独立信用卡发行公司之一。